# نقطة لكل بوصة

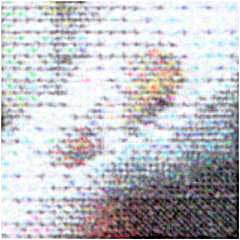

نقطة لكل بوصة (بالإنجليزية: Dots Per Inch - DPI)‏ هو مقياس لكثافة النقاط المطبوعة (أو المعروضة في المقاطع المرئية) في حيز معين، وتحديداً عدد النقاط التي يمكن أن تطبع (أو تعرض) في خط طوله 1 بوصة (2.54 سم). أحياناً ما يتم الربط بينهما بمقياس نقطة لكل بوصة وبين دقة تفاصيل الصورة، ولكنه ربط غير دقيق.